# Rhododendron rhodochroum
Rhododendron rhodochroum är en ljungväxtart som beskrevs av Herman Otto Sleumer. Rhododendron rhodochroum ingår i släktet rododendron, och familjen ljungväxter. Inga underarter finns listade i Catalogue of Life.